# Dmitrij Gusiew (starszy porucznik)
Dmitrij Siergiejewicz Gusiew (ros. Дмитрий Сергеевич Гусев, ur. 2 lutego?/15 lutego 1915 we wsi Tiukowka obecnie w rejonie borisoglebskim w obwodzie woroneskim, zm. 2 czerwca 1989 w Wołgogradzie) – radziecki wojskowy, starszy porucznik, Bohater Związku Radzieckiego (1945).

## Życiorys
Urodził się w rodzinie chłopskiej. Skończył 5 klas, pracował jako elektromonter, 15 grudnia 1942 został powołany do armii. Od 15 lutego 1943 uczestniczył w wojnie z Niemcami w składzie 23 gwardyjskiego pułku 9 Gwardyjskiej Dywizji Powietrznodesantowej, walczył na Froncie Północno-Zachodnim, Stepowym (przeniesiony do 24 pułku piechoty 10 Gwardyjskiej Dywizji Powietrznodesantowej), 2 Ukraińskim i 1 Białoruskim. 15 marca 1943 i 22 kwietnia 1945 został ranny. Brał udział m.in. w forsowaniu Dniepru, od listopada 1943 do marca 1944 uczył się na kursach młodszych poruczników 69 Armii, po ukończeniu których został dowódcą plutonu 629 pułku piechoty 134 Dywizji Piechoty w stopniu młodszego porucznika. 22 lipca 1944 wziął udział w zajmowaniu Chełma. Szczególnie wyróżnił się podczas operacji brzesko-lubelskiej. 29 lipca 1944 przy forsowaniu Wisły w okolicach wsi Lucimia wraz z dowodzonym przez siebie plutonem brał udział w uchwyceniu, utrzymaniu i rozszerzeniu przyczółka na zachodnim brzegu rzeki. W ciągu dnia jego żołnierze odparli 15 niemieckich kontrataków, niszcząc przy tym 15 stanowisk ogniowych wroga i zabijając podobno ponad stu żołnierzy przeciwnika. Później brał udział w operacji warszawsko-poznańskiej (części operacji wiślańsko-odrzańskiej) i berlińskiej, m.in. w zajmowaniu Radomia, Tomaszowa i Łodzi, forsując rzeki Warta, Prosna i Obra. W 1946 został zwolniony do rezerwy w stopniu starszego porucznika.

## Odznaczenia
- Złota Gwiazda Bohatera Związku Radzieckiego (24 marca 1945)
- Order Lenina (24 marca 1945)
- Order Czerwonego Sztandaru (dwukrotnie, 8 czerwca 1945 i 18 czerwca 1945)
- Order Wojny Ojczyźnianej I klasy (11 marca 1985)
- Order Wojny Ojczyźnianej II klasy (5 sierpnia 1944)

I medale.

## = Przypisy
1. ↑  Герой Советского Союза Гусев Дмитрий Сергеевич :: Герои страны [online], www.warheroes.ru [dostęp 2020-07-08].